# Gunship!
Gunship! ist ein Helikopter-Flugsimulation-Computerspiel, die von MicroProse entwickelt und 2000 von Hasbro Interactive für Microsoft Windows veröffentlicht wurde. Es ist der direkte Nachfolger zu Gunship 2000. Es ist das letzte Spiel der Serie und auch das letzte Spiel dieses Genre, das von MicroProse entwickelt wurde. Das Spiel wurde digital auf Steam und GOG.com erneut veröffentlicht.

## Handlung
In dem Spiel hat Russland sich wirtschaftlich erholt und insgeheim eine militärische Aufrüstung vorangetrieben und beginnt mit der Invasion Polens. Der NATO-Bündnisfall wird ausgerufen und der Konflikt eskaliert.

## Rezeption
Gunship! bediene sowohl Simulation als auch Action, wobei der Simulationsgrad wie der Schwierigkeitsgrad variabel verstellbar sind. Die Schlachtfelder seien belebt, wenn auch die Grafik nicht ganz zeitgemäß sei. Die dynamische Kampagne sorge dafür, dass es immer neue Aufgaben für den Spieler gäbe. Es stelle die neue Referenz im Genre dar. Eine deutsche Lokalisierung fehle.